# Equemea
Equemea i de vegades Etemea (en grec antic Ἐχέμεια i en llatí Ethemea) va ser, segons la mitologia grega, una nimfa del seguici d'Àrtemis.
Es casà amb Mèrops que era rei a l'illa de Cos. Arran del seu matrimoni, Equemea va deixar de pertànyer al seguici de la deessa verge, que, per castigar-la, ja que s'havia casat contra la seva voluntat, la travessà amb les seves fletxes. Però Persèfone se'n va compadir i se l'emportà encara viva a l'Hades. Mèrops, sumit en la desesperació per no tenir la seva dona, es va voler suïcidar, però Hera se n'apiadà i el transformà en àliga. Després el va situar entre els estels perquè canviant de forma oblidés les penes humanes.